# 상당역
상당역(上唐驛)은 음성군 원남면에 위치했던 충북선의 폐지된 역이다.

## 연혁
- 1957년 9월 6일 : 개업(무배치간이역)[1]
- 1960년 5월 25일 : 배치간이역으로 승격[2]
- 1969년 8월 1일 : 무배치간이역으로 격하[3]
- 1974년 8월 15일 : 폐지[4]